# Монсењор Росендо Ибара (Сан Салвадор ел Секо)
Монсењор Росендо Ибара (шп. Monseñor Rosendo Ibarra) насеље је у Мексику у савезној држави Пуебла у општини Сан Салвадор ел Секо. Насеље се налази на надморској висини од 2349 м.

## Становништво
Према подацима из 2010. године у насељу је живело 13 становника.

### Хронологија
| Година       | 2000 | 2005       | 2010 |
| ------------ | ---- | ---------- | ---- |
| Становништво | 9    | 13 (7 / 6) | 13   |

### Попис
| # | Индикатор                     | Вредност |
| - | ----------------------------- | -------- |
| 1 | Укупно домаћинстава           | 2        |
| 2 | Укупно насељених домаћинстава | 1        |
| 3 | Величина локације             | 1        |